# Ramée
Ramée is een Belgisch abdijbier.
Het bier wordt sinds 2001 in opdracht van Jacques Mortelmans voor de Abdij van La Ramée gebrouwen, eerst in Brasserie de Brunehaut, te Rongy, vanaf 2006 bij Brasserie du Bocq te Purnode. Dit bier draagt het label Erkend Belgisch Abdijbier.

## Varianten
- Ramée tripel blond, blond ongefilterd bier met een alcoholpercentage van 7,5%
- Ramée tripel amber, amber-roodkleurig ongefilterd bier met een alcoholpercentage van 7,5%
- Ramée blond, blond bier met een alcoholpercentage van 6,8%
- Ramée wit, troebel witbier met een alcoholpercentage van 5%